# Ni no kuni: Cross Worlds
Ni no kuni: Cross Worlds (二ノ国：Cross Worlds?) è un videogioco di ruolo MMORPG free-to-play del 2021, sviluppato da Netmarble e pubblicato da Level-5 per Android, iOS e Microsoft Windows. Il gioco è stato annunciato nel novembre 2019 ed è stato distribuito in Giappone, Corea del Sud e Taiwan il 10 giugno 2021, mentre nel resto del mondo è stato reso disponibile il 25 maggio 2022. Cross Worlds è stato creato utilizzando il motore grafico Unreal Engine 4. Il mondo è basato su quello già visto in La minaccia della Strega Cinerea.

## Trama
Il gioco inizia mostrando il mondo di Ichi no kuni ("il nostro mondo") nel quale la tecnologia è estremamente avanzata. Viene poi mostrato un laboratorio pieno di scienziati che parlano davanti a capsule che contengono delle persone. Queste persone sono dei beta tester per un gioco fantasy in realtà virtuale chiamato Soul Driver. Tra queste persone c'è il protagonista giocatore che dovrà scegliere una tra le cinque classi a cui appartenere: distruttore, ingegnere, spadaccino, strega o fuorilegge.
Dopo l'ingresso nel mondo virtuale, un'IA olografica ringrazia il giocatore per la partecipazione al beta testing, spiegando il potenziale che potrà raggiungere una volta che sarà capace di padroneggiare i suoi poteri: riuscirà a salvare il mondo e regnare sul proprio paese. Mentre la figura spiega, il collegamento però si interrompe. Riappare una nuova figura che sostiene di chiamarsi Rania e si lamenta della connessione instabile dando la colpa alla Mirae Corporation. Prima che Rania riesca ad aggiungere altro l'area inizia a diventare instabile e lei prima di sparire promette che tornerà per trovare il giocatore. Lo schermo diventa poi nero.
Il giocatore viene poi svegliato da Cluu, e si ritrova nel mezzo di un Regno senza nome in fiamme e sotto attacco nemico. Cluu chiede se il giocatore può aiutarlo a salvare la regina, che è stata catturata: il giocatore dovrà farsi strada combattendo contro i nemici per arrivare all'entrata del palazzo. Entrati all'interno del palazzo si vede la regina Sia proteggere una mappa che il nemico cerca di rubare. Appena vede il giocatore, la regina affida la Pietra Guardiana a Cluu prima che lui e il giocatore vengano lanciati via dal pericolo grazie alla magia.
Successivamente il giocatore si dirige al regno di Ostaria per cercare aiuto e strumenti necessari a combattere per proteggere il Regno senza nome e l'intero Ni no kuni. Nel dirigersi verso Ostaria il giocatore dovrà attraversare una foresta dove incontrerà Ornifelinco e Chloe. Dopo aver combattuto contro dei nemici Ornifelinco chiede al giocatore se può consegnare a Frondarancio un uovo. Come ringraziamento per aver salvato la foresta, Frondarancio decide di far schiudere l’uovo e donare al giocatore il famiglio che ne nasce.
Chloe accompagna al regno di Ostaria il giocatore, che dopo averla salutata dovrà riuscire a chiedere udienza al sovrano. Per prima cosa, dovrà svolgere delle missioni guadagnandosi il rispetto della popolazione di Ostaria. Nell’aiutare la popolazione verrà insegnato al giocatore come ottenere i famigli e come cavalcare. Nelle missioni in giro per il regno si incontreranno diversi personaggi tra cui il re di Ostaria che bisognerà salvare dai nemici; in seguito si incontrerà Edelian, il capitano delle guardie di Ostaria, che chiederà aiuto per salvare il regno che è stato attaccato da nemici sconosciuti.

## Personaggi

### Regno senza nome
- Rania: è il primo personaggio con cui si interagisce quando si esegue il primo accesso al sistema di Soul Driver ed è la prima a spiegare come utilizzare la classe scelta. È fisicamente molto simile alla regina Sia.
- Regina Sia: è la regina del Regno senza nome. La si vede fin dall'inizio combattere contro un nemico nel tentativo di proteggere il regno. Ha un cuore nobile ed è conosciuta come una grande maga in Ni no kuni.

### Aiutanti
- Cluu: è il personaggio che si vede appena il protagonista si sveglia nel regno senza nome. È una creatura volante, protettrice del regno, e la sua priorità più grande è quella di proteggere la regina Sia. La sua natura è sconosciuta in quanto non si sa se sia una fata o uno spirito: a differenza dei famigli, sa parlare. Cluu segue il giocatore per il resto della sua avventura come guida, spiegandogli come usare i famigli, come farli crescere e allevarli e come utilizzare i suoi poteri al meglio.
- Chloe: è una ragazza che cerca sempre di trovare il lato positivo delle cose e crede che possa esserci una soluzione anche nei giorni più bui. Ama tutto ciò che è bello e carino.
- Tariq: è un aspirante eroe. Sogna di diventare un eroe accrescendo la sua forza in Ni no kuni. È sempre alla ricerca di approvazione e cerca sempre di farsi notare.

### Foresta d'autunno
- Ornifelinco: è un piccolo Yomi che vive nella foresta Serene: ama viaggiare ed esplorare nuovi luoghi. Visita spesso la Foresta d'Autunno per incontrare Frondarancio.
- Frondarancio: è una tranquilla anima che tratta anche gli sconosciuti con calore e offre buoni consigli. Si prende cura della Foresta d'autunno da molto tempo, quindi è molto preoccupato per gli eventi recenti.
- Bryce: è un ricercatore di rovine, membro della spedizione Arcana che ha esplorato le rovine di tutto il mondo. A discapito della sua giovane età, è un genio che ha raggiunto moti traguardi. Causa molti problemi quando qualcosa cattura la sua attenzione.

### Regno di Ostaria
- Lucilion: è il Re di Ostaria: è un ragazzo giovane che è stato incoronato da poco, inesperto e insicuro di sé stesso. Dipende molto da Edelian, capitano delle guardie reali.
- Edelian: è il capitano delle guardie reali di Ostaria. La sua priorità è quella di assicurare la salvezza di Lucilion e del regno di Ostaria. La sua lealtà va oltre il semplice dovere.

### Personaggi del mondo
Personaggi che si incontrano nelle varie missioni in giro per i regni.
- La grande fata: è una fata impassibile di fronte agli avvenimenti del mondo dato che ha vissuto per eoni e ha visto di tutto. Sogna di passare i suoi giorni in un luogo tranquillo dove nessuno lo può disturbare. Anche se appare scontroso ha un cuore gentile, saprà dare piccoli consigli su come affrontare i problemi.
- Silva: è un guardiano che ha sorvegliato la foresta per anni per mantenerla un luogo tranquillo. Gli eventi recenti anormali lo hanno portato a rimanere estremamente all'erta: per questo non è molto felice di vedere visitatori.
- Varum: è un membro della tribù Lunapena, Varum è il primo ufficiale dei pirati del cielo sull'altopiano allegro. Ha la tendenza a circondarsi di persone che come lui che sognano gloria e onore.
- Aren: è un gran lavoratore e quando c'è bisogno di esplorare sa di essere il migliore. Da quando suo padre è scomparso in una valanga, Aren ha iniziato ad accettare lavori nella speranza di trovarlo.
- Zera: è la direttrice degli archivi Merudora dove sono contenuti tutti i registri del mondo. Con la sua ricerca spera di riuscire a superare la crisi globale provocata dal Cerchio nero. Il suo carisma ha coinvolto molti seguaci a sostenere la sua causa.

### I protettori
Draghi maestri dal potere della Terra, del Fuoco, dell'Acqua, della Luce e delle Tenebre. Nessuno sa quanto siano vecchi, ma proteggono Ni no kuni da molto tempo.
- Natrum, "il guardiano protettore della terra": è  un tranquillo e gentile protettore del mondo, dedicato alla protezione di tutti gli esseri viventi. Aiuta spesso il re di Ostaria e contribuisce a mantenere la pace nel mondo.
- Ignis, "il guardiano protettore del fuoco": è un giovane custode con la passione bruciante per la giustizia. Considera suo dovere, come protettore del mondo, proteggere tutte le creature viventi che non hanno la sua stessa forza.
- Aquarius, "il guardiano protettore dell'acqua": anche se ha protetto il mondo nel passato, ora trascura il suo servizio e non sembra molto incline ad aiutare. Dopo dolorose esperienze, questo drago esita a uscire e passa tutto il giorno arrotolato nel suo nido.

### Il Cerchio nero
Un'organizzazione di scienziati radicali che fanno ricerche  pericolose che minacciano di distruggere il mondo. Utilizzano un potere proibito, Chaos.
- Envie: ha sacrificato senza problemi un occhio per l'organizzazione e ora ne possiede uno creato con il potere del Chaos. Odia particolarmente il capitano Edelian dei cavalieri reali di Ostaria.
- Cyrus: è uno scienziato lunatico che non è timido davanti a esperimenti cruenti, soprattutto se sono d'intrattenimento. Dipende da Envie perché pensa che sia l'unica a capirlo.
- Hector: è un uomo di metallo la cui testardaggine non è seconda a nessuno. La sua intimidante tuta da combattimento ricrea antichi progetti meccanici.
- Levant: è un cavaliere dall'armatura nera che usa il proibito potere del chaos. Tuttavia i suoi obiettivi e azioni sono indipendenti dall'organizzazione. Sembra essere collegato al regno di Atrasia, che cadde dopo aver mostrato l'ambizione di conquistare il mondo.

## Modalità di gioco
Questo gioco combina aspetti di combattimento sia di Ni no kuni: La minaccia della Strega Cinerea sia di Ni no kuni II: Il destino di un regno, nei quali il giocatore è capace di attaccare con la propria arma ma può anche usare fino a un massimo di tre famigli che lo supportano.
Le meccaniche di gioco si rifanno alla tradizione degli MMORPG, con combattimenti in tempo reale, con qualche extra come ad esempio la meccanica dei famigli con le relative capacità. Il gioco ha poi una modalità sia PvE sia PvP, e mette a disposizione cinque classi giocabili: lo spadaccino, il guerriero, il fuorilegge, la strega e l'ingegnere.
Ogni personaggio possiede diverse abilità e può averne a disposizione fino a sei. Quelle di classe sono predefinite e si comincia con tre base più una detta raffica, che ha un indicatore che si ricarica quando si colpiscono i nemici con le altre abilità. Le abilità speciali possono essere utilizzate da tutti i personaggi che si hanno creato nel nostro account (comuni), oppure da classi specifiche (esclusive). Le abilità passive rimangono sempre attive una volta equipaggiate ci sono sia quelle comuni a tutte le classi, quelle esclusive e in più ci sono quelle “del Regno” disponibili soltanto durante le fasi di difesa del regno.

### Famigli
In Cross World, così come nei suoi predecessori, è presente la meccanica dei famigli, creature equipaggiabili che aiutano durante i combattimenti. La meccanica dietro l'ottenimento dei famigli è legata alla natura gacha del gioco. Non è però possibile avere un numero infinito di famigli: se ne possono portare appresso al massimo tre. A inizio gioco è possibile portarne solo uno, ma man mano che si avanza con la storia si sbloccano gli altri slot. Le statistiche di ogni famiglio verranno sommate con quelle del giocatore in modo tale da renderlo più forte. Poiché ogni famiglio, come le armi del giocatore, possiede un proprio elemento, se si effettuano le giuste combinazioni tra arma e famiglio è possibile annientare i nemici più velocemente.

### Classi
Le classi sono:
- Spadaccino: è la classe ideale per buttarsi nella mischia e quindi nel corpo a corpo. Vanta ottime capacità sia di attacco che di difesa oltre a una buona miscela di buff [10] per gli alleati e di debuff [10] destinati al nemico. È quindi un personaggio bilanciato che non eccelle in nessuna specialità e che fa uso della spada. Viene consigliato per i nuovi giocatori.
- Fuorilegge: è uno pseudo DPS[10] in quanto infligge danni ma può anche supportare la squadra. Professionista dell'attacco a distanza, è estremamente dinamico e dotato di abilità di movimento che gli permettono di tenere sotto controllo il posizionamento sul campo di battaglia.
- Distruttore: è la classe tank.[10] Seppur lento nei movimenti, è dotato di un potentissimo attacco ad area e un'ottima capacità di assorbimento dei danni. È in grado di proteggere sé stesso e il team con scudi difensivi, boost[10] e attirando tutti i nemici su di sé.
- Ingegnere: è il miglior supporto per la squadra, dotata di potenti ed efficaci skill di cura che hanno effetto ad area, utili per compensare una bassa capacità di assorbimento dei danni. Il suo compito all'interno del team è quello di curare e proteggere gli alleati.
- Strega: è la classe mago. Attacca a medio-lunga distanza e può assorbire punti salute; ha ottime capacità di attacco e puro DPS[10] anche se la difesa è alquanto debole. Non è in grado di condividere nessuno dei suoi potenziamenti con il gruppo: le sue abilità di guarigione aiutano solo lei.

## Sviluppo
Il presidente e amministratore delegato di Level-5 Akihiro Hino si è rivolto a Netmarble all'inizio del 2018 proponendogli un MMORPG basato su Ni no kuni, dato che era rimasto colpito dal loro precedente titolo Lineage 2: Revolution.
Il produttore generale di Netmarble, Bum-jin Park, ha ritenuto che lo stile artistico della serie avrebbe funzionato bene sui dispositivi mobili, anche se ha fatto notare che ciò ha causato alcuni problemi in quanto il team di sviluppo voleva preservarne la qualità. Il gioco è stato sviluppato in modo indipendente da Netmarble sulla base delle linee guida iniziali presentate da Level-5. Il suo sviluppo triennale ha coinvolto i membri principali del team di Lineage 2: Revolution.

## Accoglienza
Cross Worlds ha generato entrate per 101,3 milioni di dollari nelle prime due settimane di uscita; è stato il secondo gioco con il maggior incasso globale tra metà giugno e inizio luglio 2021 rimanendo dietro a Honor of Kings. Il Giappone rappresentava il 45% delle entrate, mentre la Corea del Sud il 35% e Taiwan il 15,7%.
Tommaso Pugliese di Multiplayer.it ha affermato che Cross Worlds è un'esperienza con due anime. Da una parte è brillante e molto colorato, riuscendo a trarre forza dallo straordinario comparto tecnico e artistico del gioco, dai suoi buffi personaggi, dalla trama coinvolgente e dalle ambientazioni lussureggianti da esplorare nel corso della lunghissima campagna in stile MMO. Dall'altra invece è oscuro e misterioso, come la scelta di attivare in maniera predefinita una serie di automatismi non facili da disattivare, l'inevitabile ripetitività delle missioni per salire di livello, l'interfaccia caotica e un sistema di controllo ben poco ottimizzato che doveva fare i conti con meccaniche di combattimento spesso inconsistenti. Il valore produttivo del progetto rimaneva comunque indubbio e l'utente avrebbe desiderato lo stesso giocarlo anche solo per le sue atmosfere in stile Studio Ghibli ma l'esperienza aveva dei limiti ben precisi.